# Villa Dos Trece
Villa Dos Trece (o Villa km 213) es una localidad argentina que se ubica al sudeste de la provincia de Formosa, en el Departamento Pirané, a 220 km de la capital provincial.

## Jurisdicción y Población
Cuenta con 4,675 habitantes (Indec, 2010), lo que representa un incremento del 37,63% frente a los 3,397 habitantes (Indec, 2001) del censo anterior.
| Gráfica de evolución demográfica de Villa Dos Trece entre 1991 y 2010 |
|                                                                       |
| Fuente: censos nacionales del INDEC                                   |

Cuenta con un ejido urbano y 22 colonias de la jurisdicción. En la planta urbana se cuenta con una población de 5000 habitantes, teniendo en el área rural igual cantidad de pobladores, destacándose una cantidad superior a 700 pequeños productores paiperos.

## Localización
Villa Dos Trece se encuentra en el extremo S.E. de la provincia de Formosa, se accede a través de la ruta provincial N.º 3, pavimentada. Se encuentra a 150 km de la ciudad capital de la provincia y a 180 km de la Ciudad de Resistencia.

## Historia
La fecha fundacional es el 9 de mayo de 1927 (97 años), en que se iniciaron las clases en la escuela provincial N.º 54.
El origen del nombre es Kilómetro 213 Navegación Río Bermejo, que es la distancia de la desembocadura del Río Bermejo en el Río Paraguay. En 1962 se cambió a la actual denominación de VILLA DOS TRECE.
El 19 de mayo de 1957 se creó la Comisión de Fomento, pasando a Municipalidad de 3.ª categoría en el año 1982.
Villa Dos Trece se caracteriza por ser un crisol de razas, al ser la convergencia de criollos provenientes de la provincia de Corrientes e inmigrantes e hijos de inmigrantes que llegaron a través de la provincia del Chaco, en su mayoría de la zona del Volga, otros polacos, yugoslavos, búlgaros, en menor proporción.
Uno de sus primeros pobladores quien dono sus tierras fue José Caja para la fundación. Su nombre lleva una de las calles del pueblo y el Honorable Consejo Deliberante de esta localidad.

## Economía
La jurisdicción de Villa Dos Trece se caracteriza por ser una de las más productivas de la provincia, por tener un suelo privilegiado.
El principal cultivo es el algodón, a lo que se debe sumar en los últimos años la producción frutihortícola, con zapallos de distintas variedades, (especialmente el ankito), sandía, melón.
La producción ganadera se ha incrementado notablemente con ganado vacuno, con notorio mejoramiento en genética y alimentación. También se sumó la producción de ganado porcino y caprino, como alternativas productivas de los sectores minifundistas.
La conclusión del nuevo y flamante matadero municipal próximo a concluirse, con todas las exigencias bromatológicas nacionales, crea la posibilidad de comercialización de la producción a los distintos mercados en forma organizada.
La apicultura es una de las principales alternativas económicas, con un notable incremento en la producción, con un mejoramiento en calidad y cantidad, con una Asociación de Apicultores, que está construyendo una moderna sala de extracción de acuerdo con la normativa en la materia.

## Tránsito
Todas las calles del ejido urbano son de doble mano para su transitabilidad en automotores.
Por ordenanza municipal se restringe el tránsito en días de lluvia por caminos de tierra, hasta las 48 h posteriores.
Se encuentra habilitada la calle Fontana para el ingreso de camiones con carga, prohibiéndose su trásnsito por calles pavimentadas y enripiadas.
El municipio realiza a través del Departamento de Tránsito y en convenio de colaboración con la policía local, controles periódicos, para verificación de documentaciones legales, registro, casco para los motociclistas y otros, como así charlas de concientización en los colegios.
Para expedirse el Registro de Conductor y el empadronamiento de vehículos el Municipio solicita toda la documentación legal referidas en las leyes de tránsito nacionales y provinciales, realizándose en forma personal.

## Turismo
Paseos y Lugares
Villa Dos Trece ofrece a la población local y al visitante hermosos lugares para la recreación y el esparcimiento en familia.
Entre los más destacables se encuentra el camping municipal El Dobagán, ubicado en la colonia Campo Hardy, a 15 km de la planta urbana, que conforma la desembocadura del riacho Dobagán en el río Bermejo, lugar ideal para la pesca de orilla o en embarcaciones pequeñas. El lugar cuenta con los servicios esenciales de luz eléctrica, agua, sanitarios, juegos para niños, parrilleros y espacios para acampar en carpas y estacionamiento de vehículos.

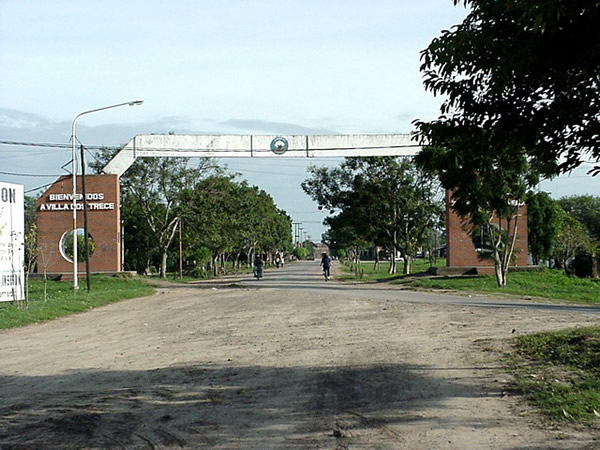
Entrada a Villa Dos Trece

Además Villa Dos Trece cuenta en su planta urbana con una moderna y coqueta plaza, con juegos para niños y espacios para la familia.
Otro de los lugares importantes es el complejo polideportivo municipal, con las instalaciones para la práctica de distintos deportes.
- Datos: Q2177197
- Multimedia: Villa Dos Trece / Q2177197